# 8912 Осіматаке
8912 Осіматаке (8912 Ohshimatake) — астероїд головного поясу, відкритий 21 грудня 1995 року.
Тіссеранів параметр щодо Юпітера — 3,179.
Названо на честь Осіма Таке (яп. おおしま・たけ о:сіма таке)